# شنل‌پوش شکم‌طلایی
کپوچین شکم‌طلایی (نام علمی: Cebus xanthosternos) نام یک گونه از زیرخانواده میمون کپوچین است.